# Fritz Georg Martin Clausen

Die Familien Clausen und Lischer mit Fritz Clausen vorne, etwa 1890

Fritz Georg Martin Clausen (* 13. Februar 1848 oder 1. Mai 1848 in Eckernförde; † 9. Juni 1940 in Davenport (Iowa)) war ein dänisch-deutsch-amerikanischer Architekt. Als alternative Namensbezeichnungen sind unter anderen folgende gebräuchlich: Frederick George Clausen, Friedrich Georg Clausen, F. G. Clausen, Frederick George „Fritz“ Clausen.

## Leben
Fritz Georg Martin Clausen wuchs in Eckernförde auf und studierte Architektur. Der am 4. Mai 1850 ebenfalls in Eckernförde geborene und in Hamburg wirkende Architekt Johann Rudolph Clausen († 28. März 1910) könnte ein Bruder oder Cousin Fritz Georg Clausens gewesen sein. Die Studienzeit seinerzeit an einer Baugewerkschule betrug in der Regel drei bis vier Semester. Ein Abitur war damals keine Voraussetzung zur Studienaufnahme eines Architekturstudiums an einer Baugewerkschule oder später an einer Fachhochschule (es reichte der Volks- bzw. Hauptschulabschluss), so dass Fritz Georg Clausen bereits 1864 ein ausgebildeter Architekt hätte sein können. Weder ihm noch Johann Rudolph Clausen sind gegenwärtig in Eckernförde oder der Umgebung einzelne Bauten zugeschrieben.
1869 zog F. G. Clausen nach Davenport, wo er zunächst als Bauzeichner beim Architekten Thomas McClelland eine Anstellung fand. 1871 gründete er seine eigene Architektenfirma.
Zeitgleich, also erst im Jahre 1871, stellte Clausen seinen Auswanderungsantrag beim Kreis Eckernförde; vermerkt ist in den Akten: Hält sich schon seit zwei Jahren in Davenport Amerika auf.
In Davenport, und hier insbesondere im Davenporter Stadtteil Hamburg, dessen alte Bausubstanz heute als Gesamtkulturdenkmal Hamburg Historic District anerkannt ist, siedelten in der zweiten Hälfte viele Auswanderer aus Deutschland und insbesondere überdurchschnittlich viele aus Schleswig-Holstein, gefolgt von Auswanderern Bayerns, Hamburgs, Mecklenburgs und aus dem Königreich Hannover. In Schleswig-Holstein bildeten sich in mehreren Städten, so auch in Eckernförde selbst, nach den kriegerischen Auseinandersetzungen mit Dänemark um das Land (siehe: Schleswig-Holsteinische Erhebung und Deutsch-Dänischer Krieg) Davenport Vereine der Kampfgenossen aus den Schleswig Holstein’schen Befreiungskriegen, die für eine Ansiedlung in der Stadt am Mississippi River warben.
1873 heiratete Fritz Georg Clausen Johanna Lischer (1854–1935) aus der benachbarten und befreundeten Lischer-Familie, für die F. G. Clausen um 1871 eine Villa – das Henry Lischer House – entwarf. Der Ehe entstammen die beiden Kinder Olga Helen Clausen (1876–1958) und Rudolph J. Clausen, genannt Rudy (1878–1961). Rudy wurde wie sein Vater Architekt.
Fritz Georg Martin Clausen wirkte vor allem – aber nicht ausschließlich – in seiner neuen Heimatstadt Davenport. Dort gilt er als einer der bedeutendsten Architekten. Die Architekturhistorikerin Martha H. Bowers bezeichnete ihn als „premier 19th century architect“ Davenports. Eine ganze Reihe der von ihm alleine oder in Zusammenarbeit mit anderen Architekten geschaffenen Bauten stehen heute unter Denkmalschutz, entweder als Teile von Gesamtdenkmalen – wie u. a. Hamburg Historic District oder Riverview Tarrace Historic District – oder als Einzelgebäude, die nach der National-Register-of-Historic-Places-Registrierung (NRHP) geschützt sind.
Clausen schuf unter anderem Villen, Kirchengebäude, Kaufhäuser, Schulgebäude. Die Stilistik Clausens variierte: in seiner Frühzeit in Davenport sind seine Bauwerke u. a. im neoklassizistischen Stil (inklusive Stilrichtungen wie dem Italianate-Stil und dem Greek Revival-Stil) wie im neuromanischen Stil entworfen worden. Die Stilklassifizierungen sind in den Vereinigten Staaten genormt und weichen teilweise von den in Deutschland üblicherweise benutzten Termini und Klassifizierungen ab. In späteren Jahren kamen bei Clausen unter anderen Baustile hinzu, die nach der US-Nomenklatur als Gothic Revival, Colonial Revival, Classic Revival, Spanish-Revival, Early Commercial, Commercial Romanesque bezeichnet werden.

## Firmengeschichte
Fritz Georg Clausen gründete seine Architektenfirma im Jahre 1871. Clausen ging 1896 eine Partnerschaft mit dem Architekten Parke Burrows ein; der Firmenname änderte sich von C. F. Clausen in Clausen & Burrows. Nachdem 1904 Burrows die Architektenfirma verlassen hatte, stieg F. G. Clausens Sohn Rudolph J. Clausen (Rudy) als neuer Partner ein (Clausen & Clausen). 1914 beendete Fritz Georg Clausen seine ständige Architektentätigkeit, schuf allerdings auch noch in späterer Zeit einzelne Gebäude. Rudy Clausen führte die Firma 1914 zunächst alleine weiter und später mit den Partnern Walter O. „Stub“ Kruse und Carrol Klein (Firmenname zuletzt mit Beteiligung von Rudy Clausen: Clausen, Kruse & Klein). Die Architektenfirma besteht nach diversen Umbenennungen bis heute als Studio 483 Architects, zuvor als Scholtz Gowey Gere Marolf (SGGM) weiter.

## Werke
in chronologischer Reihenfolge:

### 1871–1896 (F.G. Clausen)
- Henry Lischer House, 624 W. 6th St., Davenport (1871), Hamburg Historic District-Denkmalschutz (s. o.)
- Burtis Opera House und Burtis-Kimbal House Hotel, 210 E. 4th Street, Davenport (1874), Hotel: NRHP-Denkmalschutz, das Original-Opernhaus brannte in den 1920er Jahren nieder
- Forrest Block, 401 Brady St., Davenport (1875), NRHP-Denkmalschutz
- Northwest Davenport Turner Society Hall, 1602 Washington St., Davenport, (1882) NRHP-Denkmalschutz
- Christian and Elfrieda Mueller Home, 530 Ripley St., Davenport (ca. 1885), Hamburg Historic District-Denkmalschutz
- Max Petersen House, 1607 W. 12th St. Davenport (1888), NRHP-Denkmalschutz
- Hibernia Hall, auch: Hibernian Hall, 421 Brady St, Davenport (1891), NRHP-Denkmalschutz
- Davenport Crematorium, 3902 Rockingham Rd., Davenport, NRHP-Denkmalschutz
- J.H.C. Petersen’s Sons’ Store, auch: Redstone Building, 123-131 W. 2nd St., Davenport (1892), NRHP-Denkmalschutz
- Scott County Jail, 428 Ripley St., Davenport (1897), NRHP-Denkmalschutz

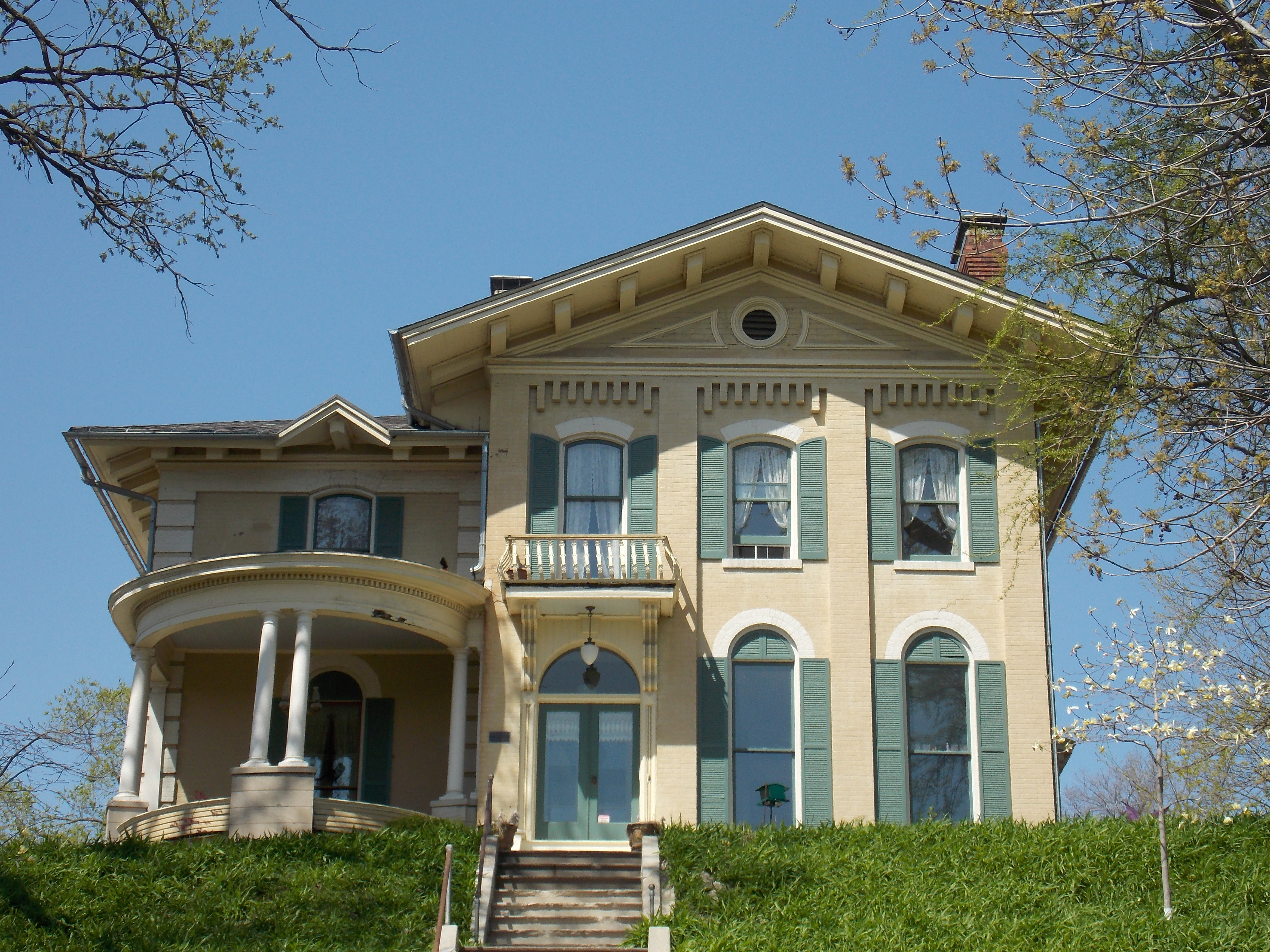
Henry Lischer House
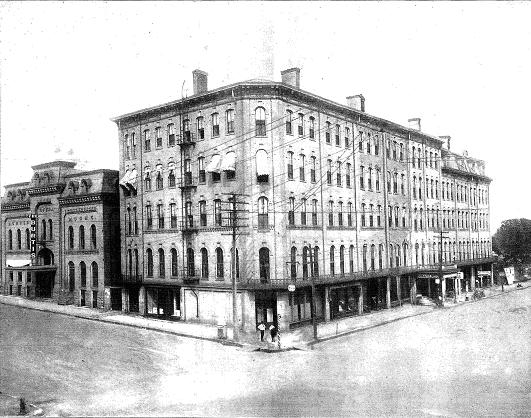
Burtis-Kimball House Hotel und links daneben das Burtis Opera House
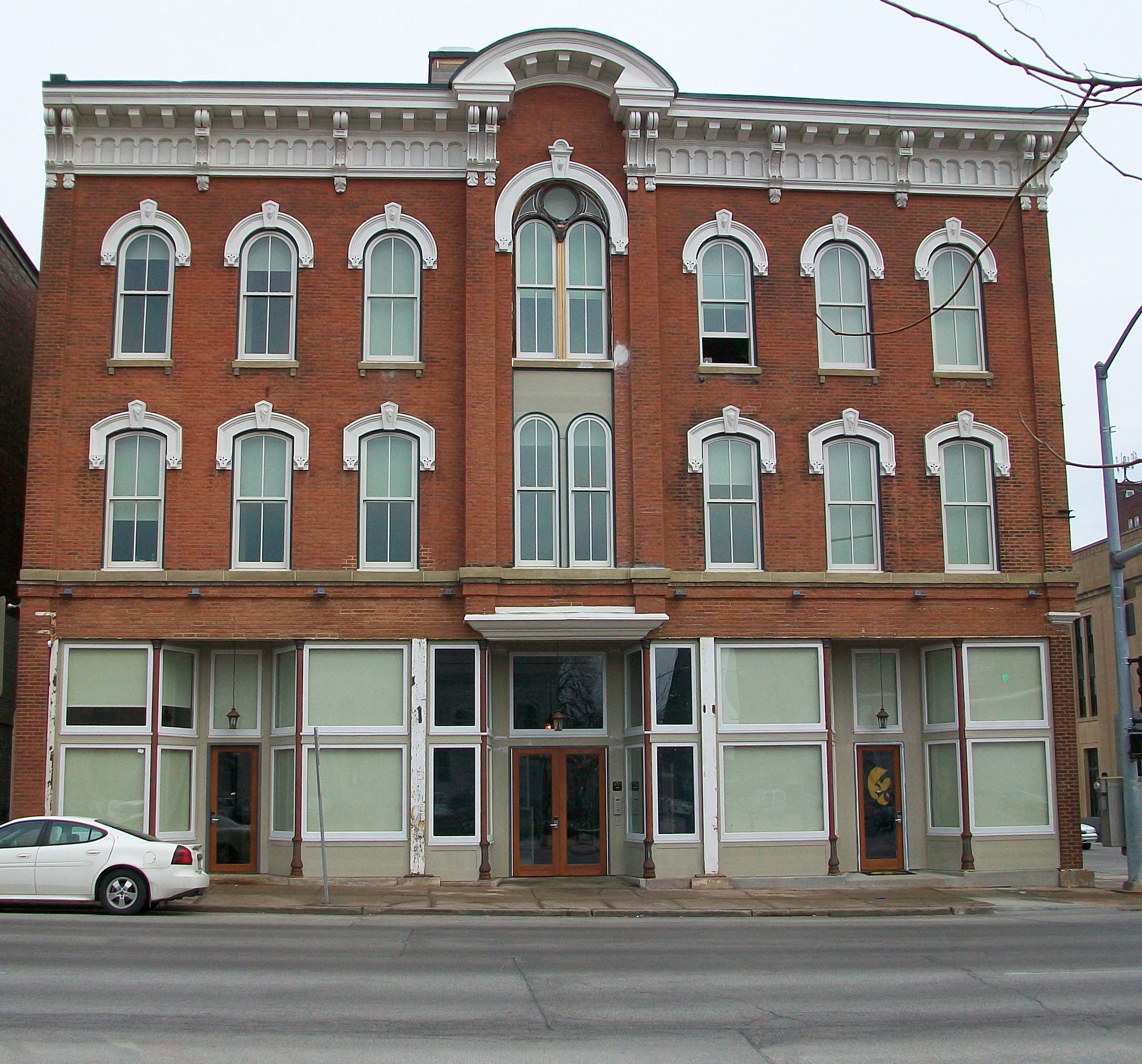
Forrest Block
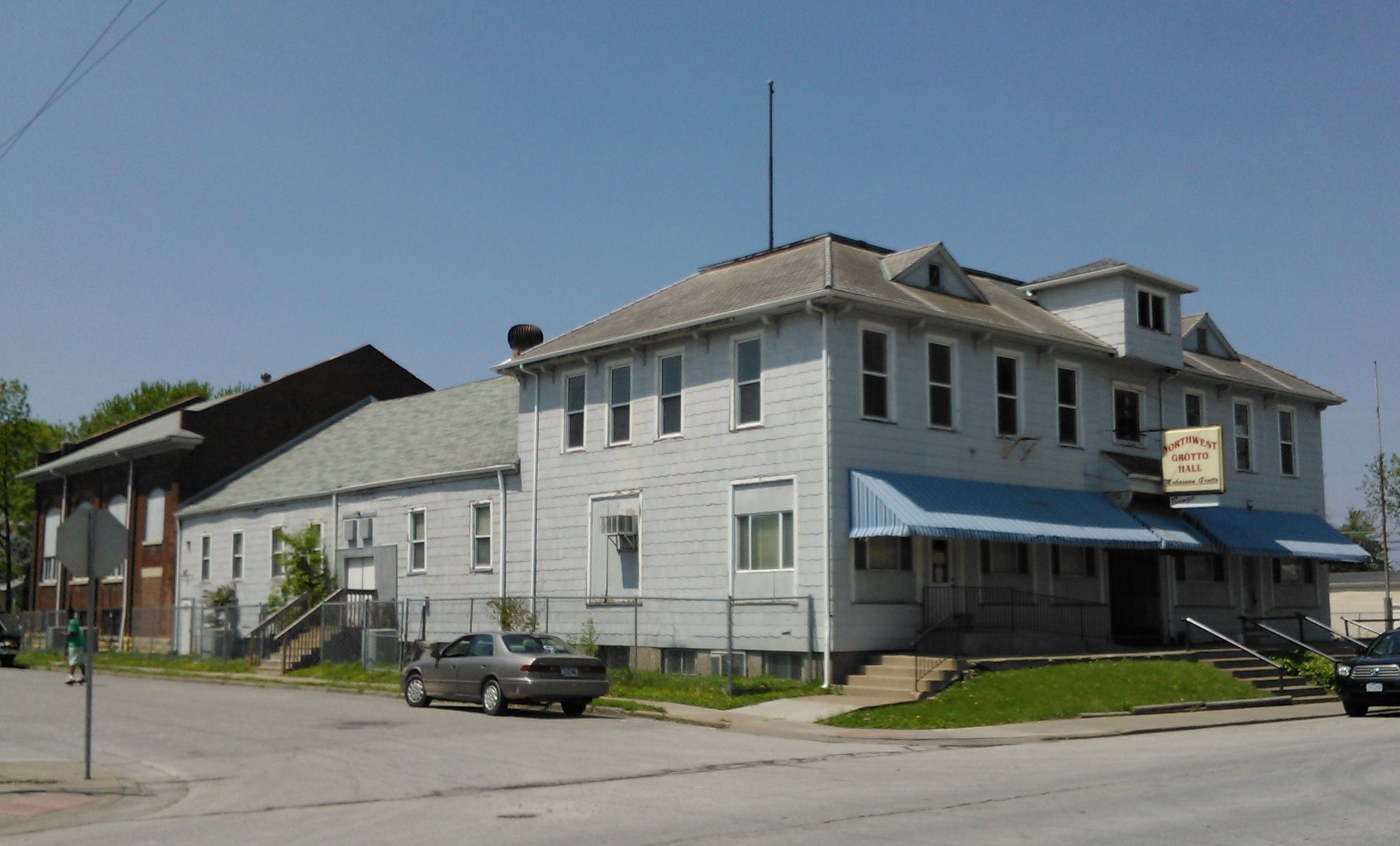
Northwest Davenport Turner Society Hall
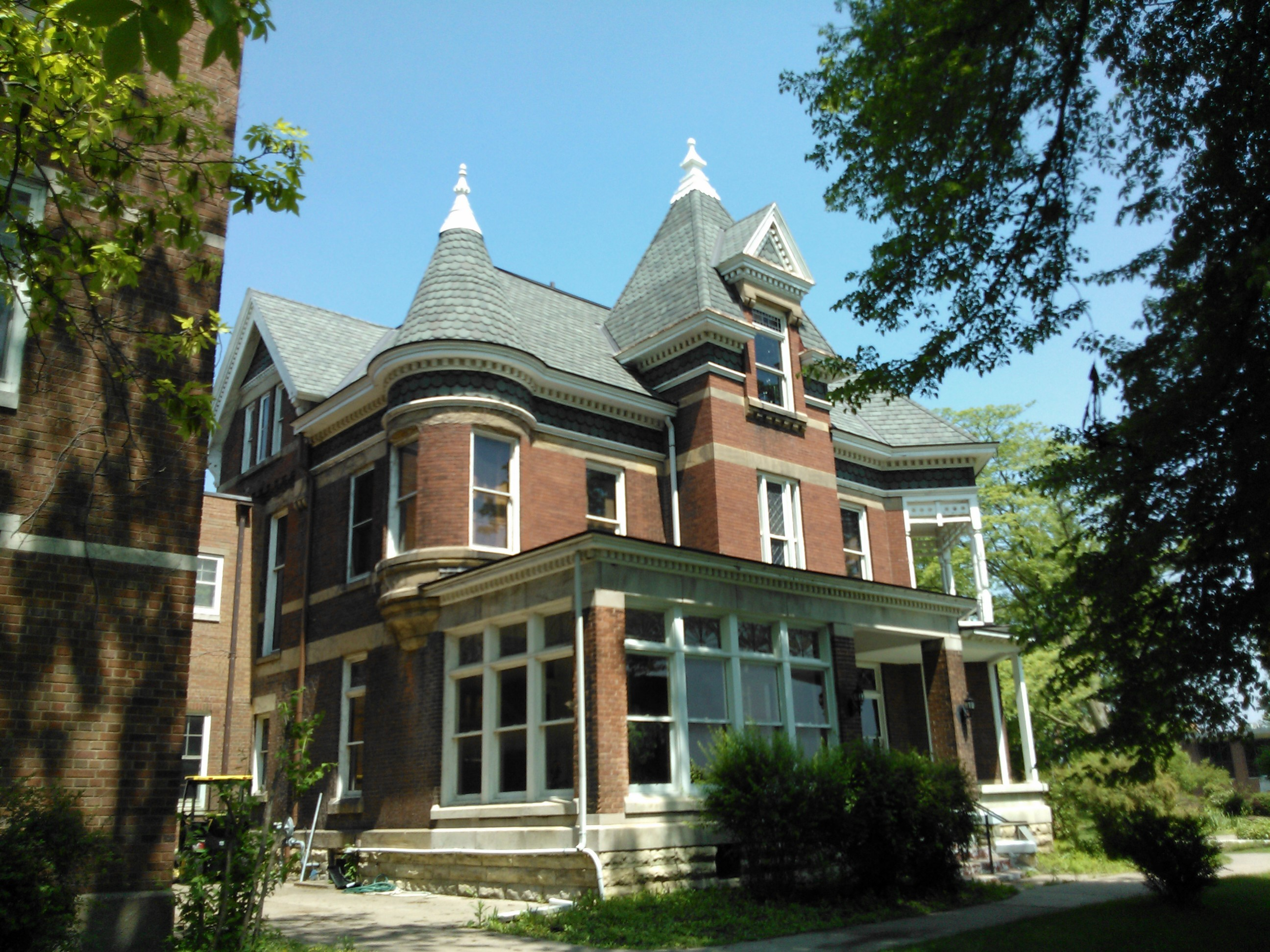
Max Petersen House
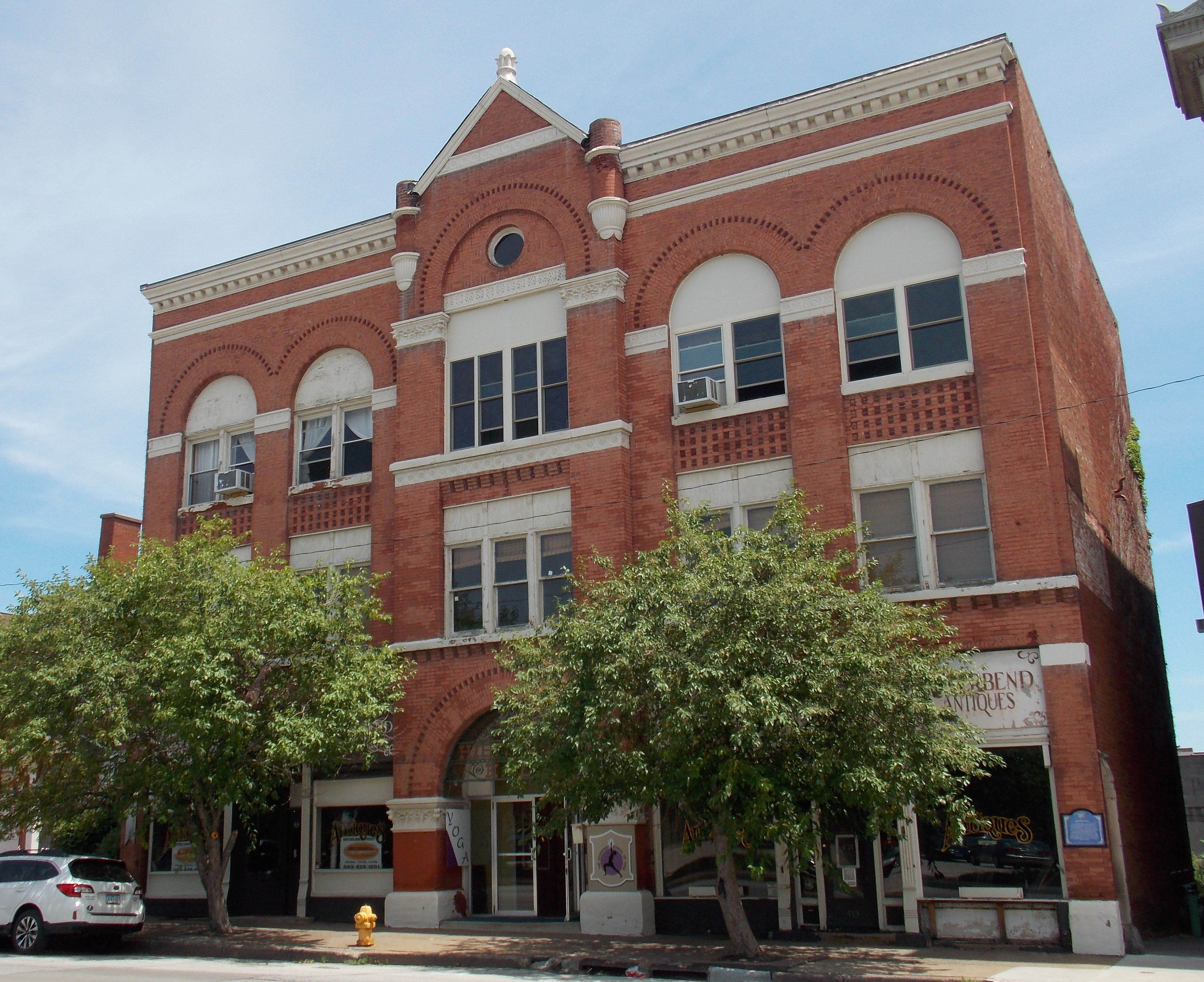
Hibernian Hall
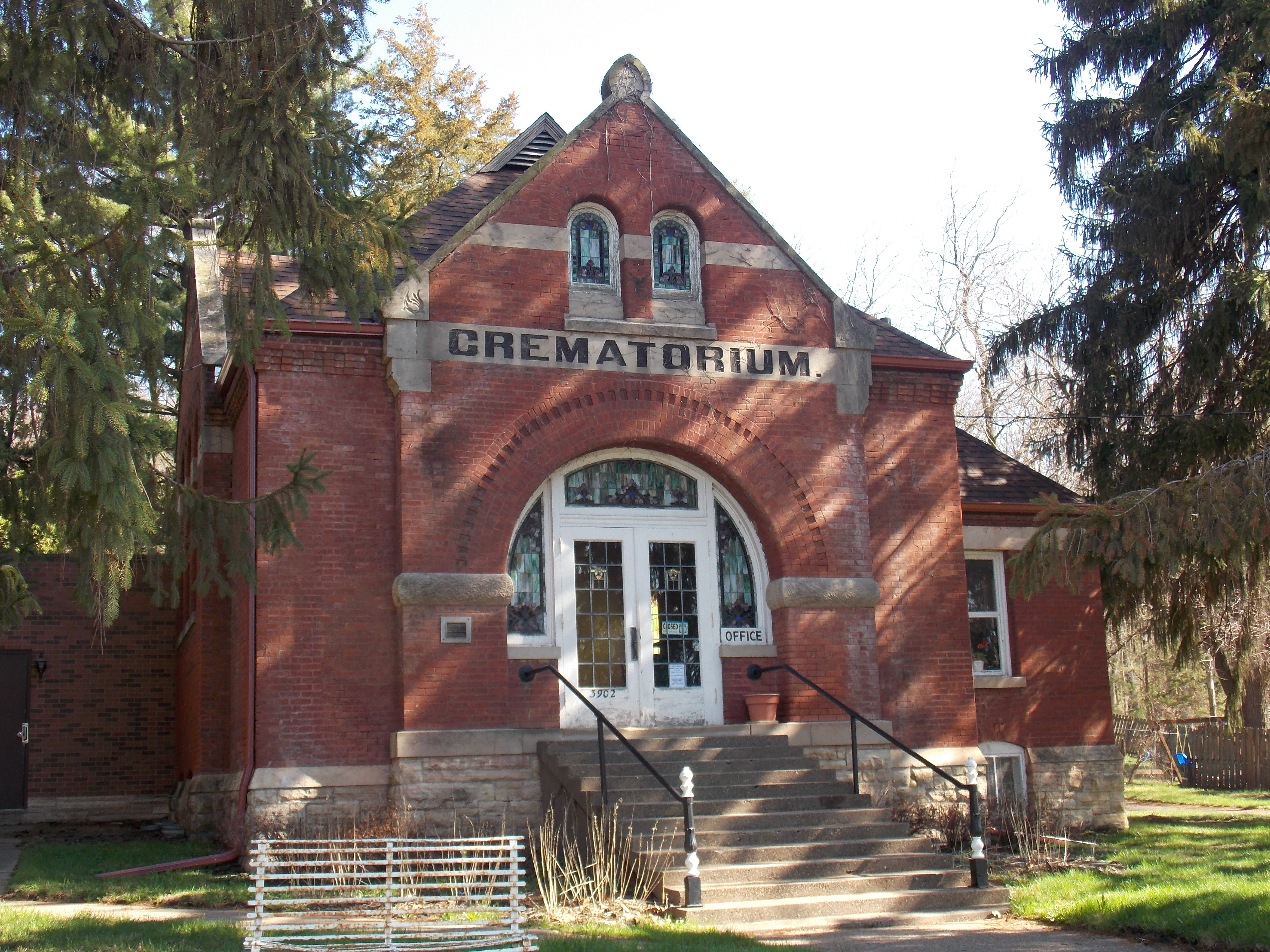
Davenport Crematorium
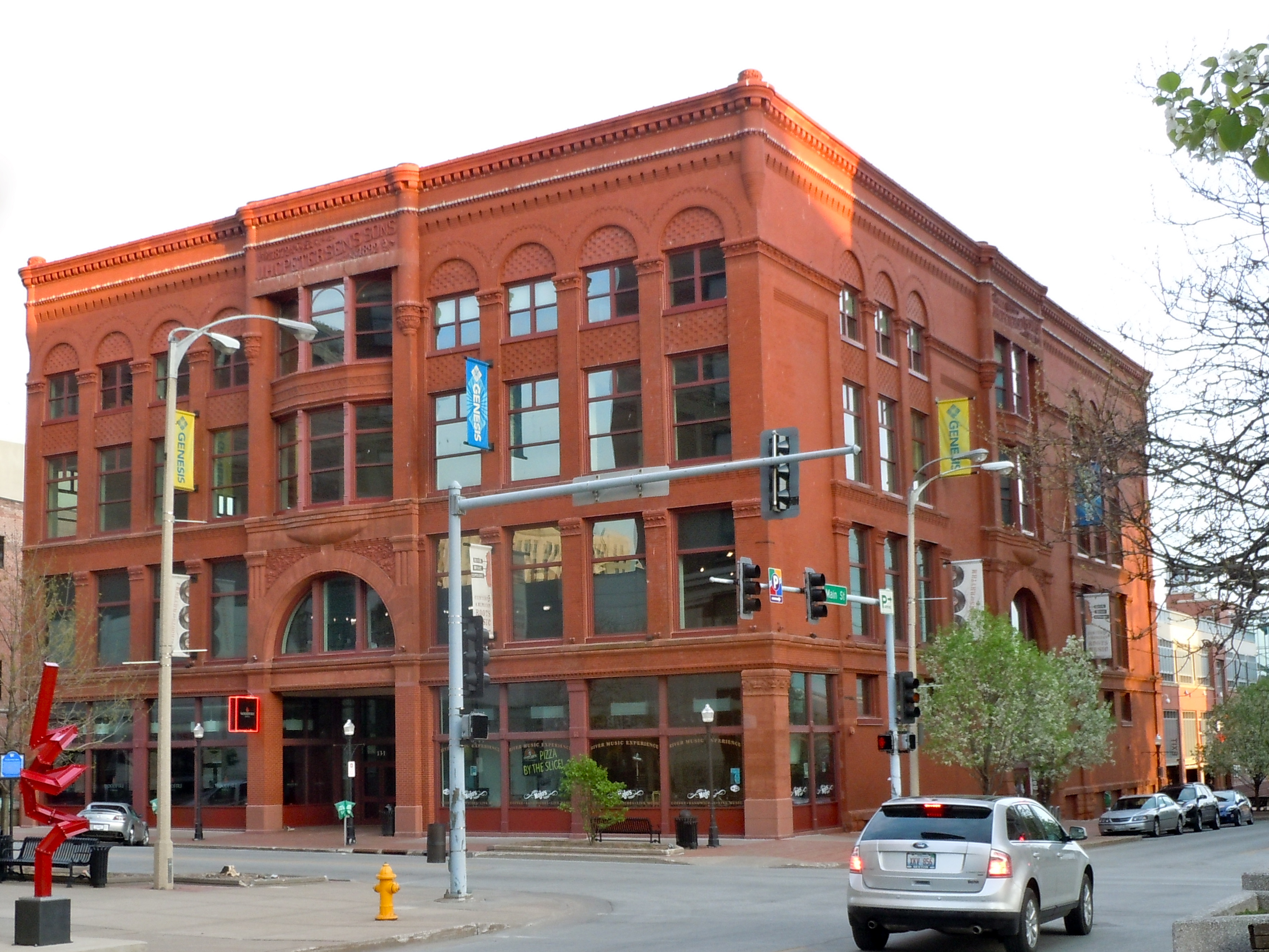
J.H.C. Petersen’s Sons’ Store
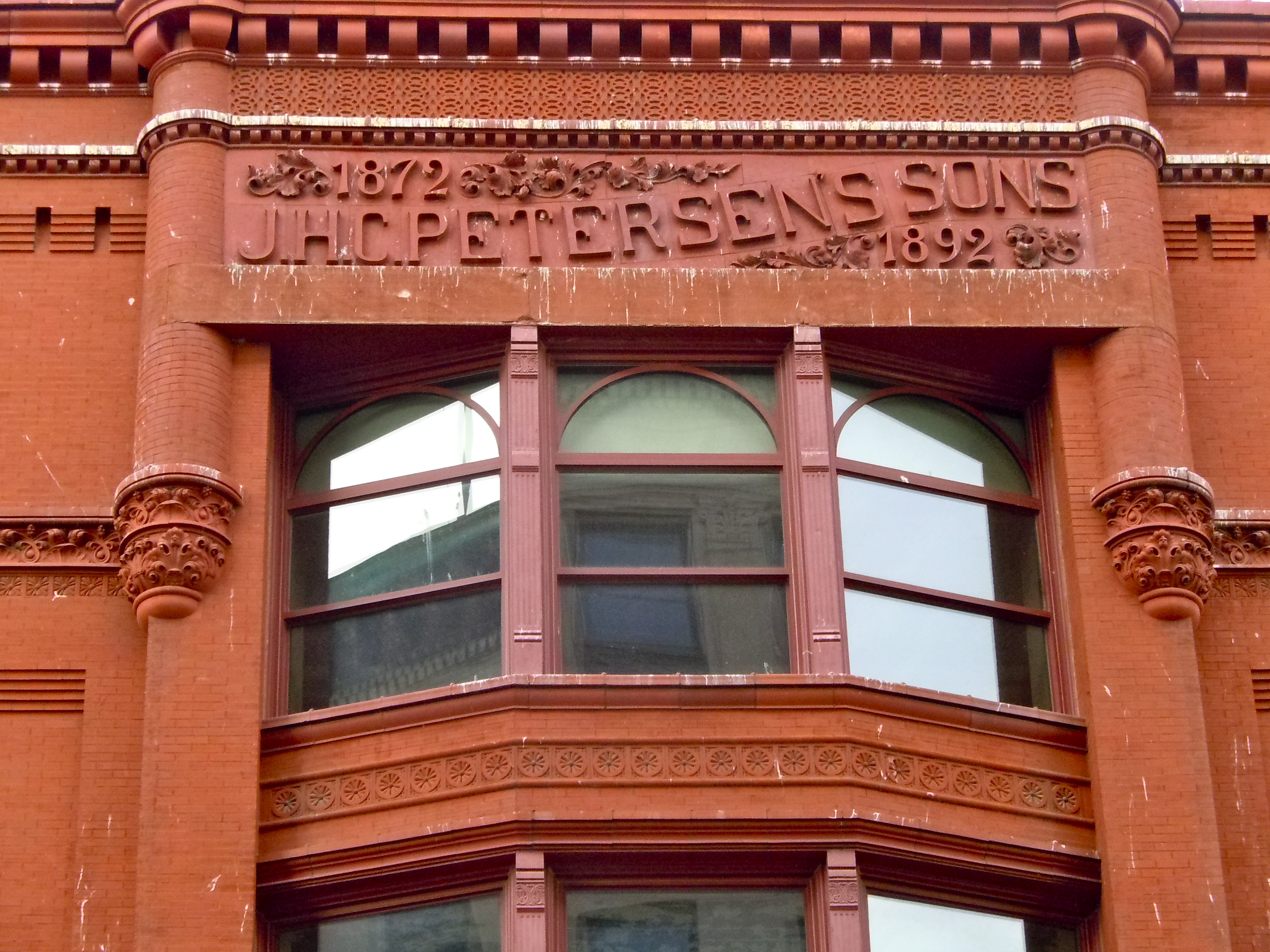
J.H.C. Petersen’s Sons’ Store, Detail
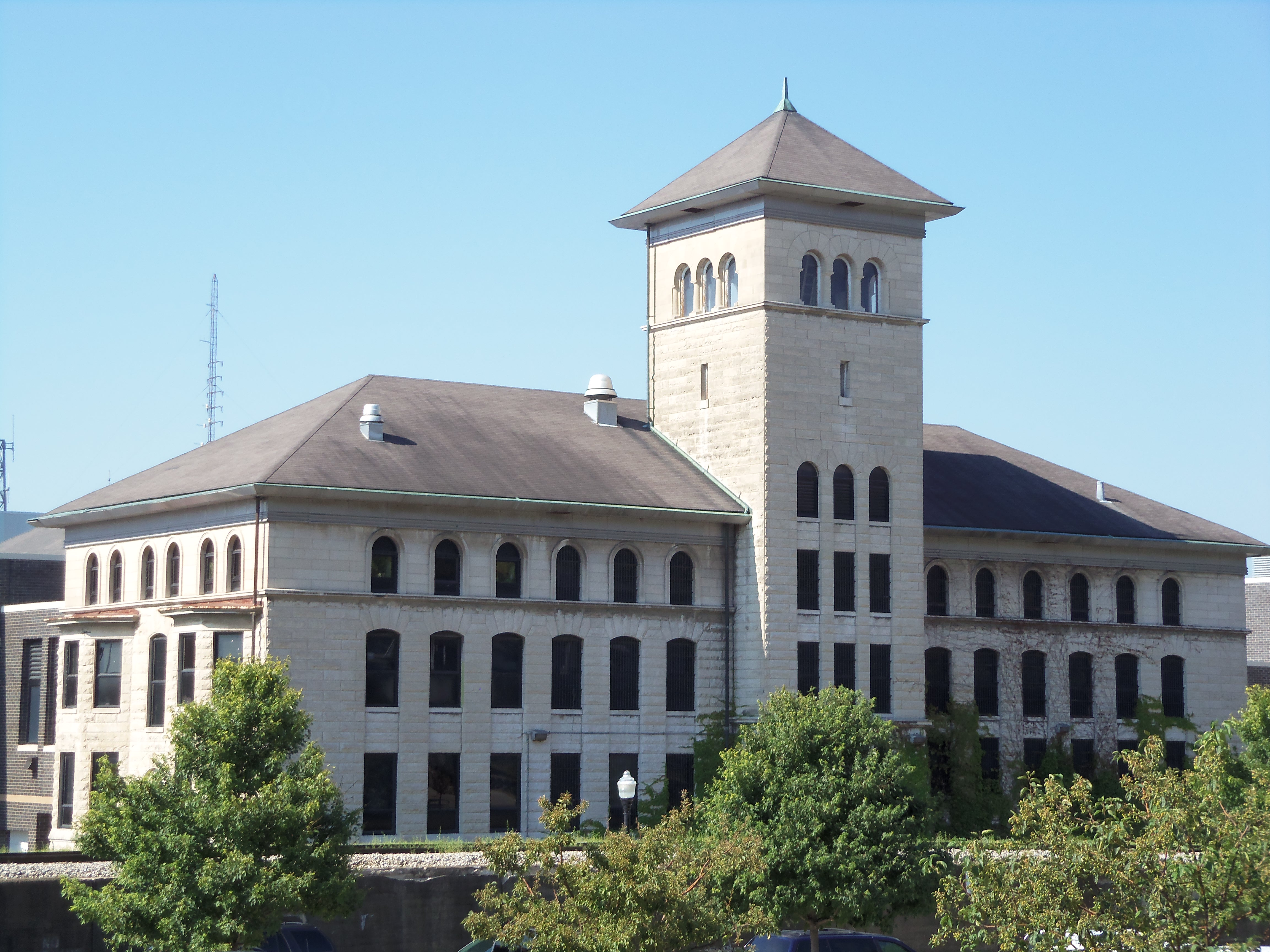
Scott County Jail

### 1896–1904 (Clausen & Burrows)
- Taylor School, 1400 Warren St., Davenport (1897/98), NRHP-Denkmalschutz
- Argyle Flats, 732 Brady St., Davenport (1900), NRHP-Denkmalschutz
- St. Mary’s School und Convent des St. Mary’s Roman Catholic Church Complex, 516, 519, 522, and 525 Fillmore St., Davenport (1901 beendet), NRHP-Denkmalschutz
- Selma Schricker House, 1430 Clay St., Davenport (1902), NRHP-Denkmalschutz und denkmalgeschützt als Teil des Riverview Tarrace Historic Districts
- Dr. George McLelland Middleton House and Garage, 1221 Scott St., Davenport, (1903), NRHP-Denkmalschutz, n.A. alleine von F.G. Clausen entworfen
- St. John’s United Methodist Church, 1325–1329 Brady St. Davenport (1903), NRHP-Denkmalschutz, n.A. alleine von F.G. Clausen entworfen
- Buchanan School, 2104 W. 6th St. Davenport (1904), NRHP-Denkmalschutz
- Robert Wagner House, 904 23rd St., Rock Island (Illinois) (1904), NRHP-Denkmalschutz und Denkmalschutz als U.S. Historic district, n.A. alleine von F.G. Clausen entworfen
- Davenport Central High School, 1120 Main St, Davenport (1905), NRHP-Denkmalschutz und Denkmalschutz als College Square Historic District; Clausen & Burrows und H.B. Water Construction Co. of Danville

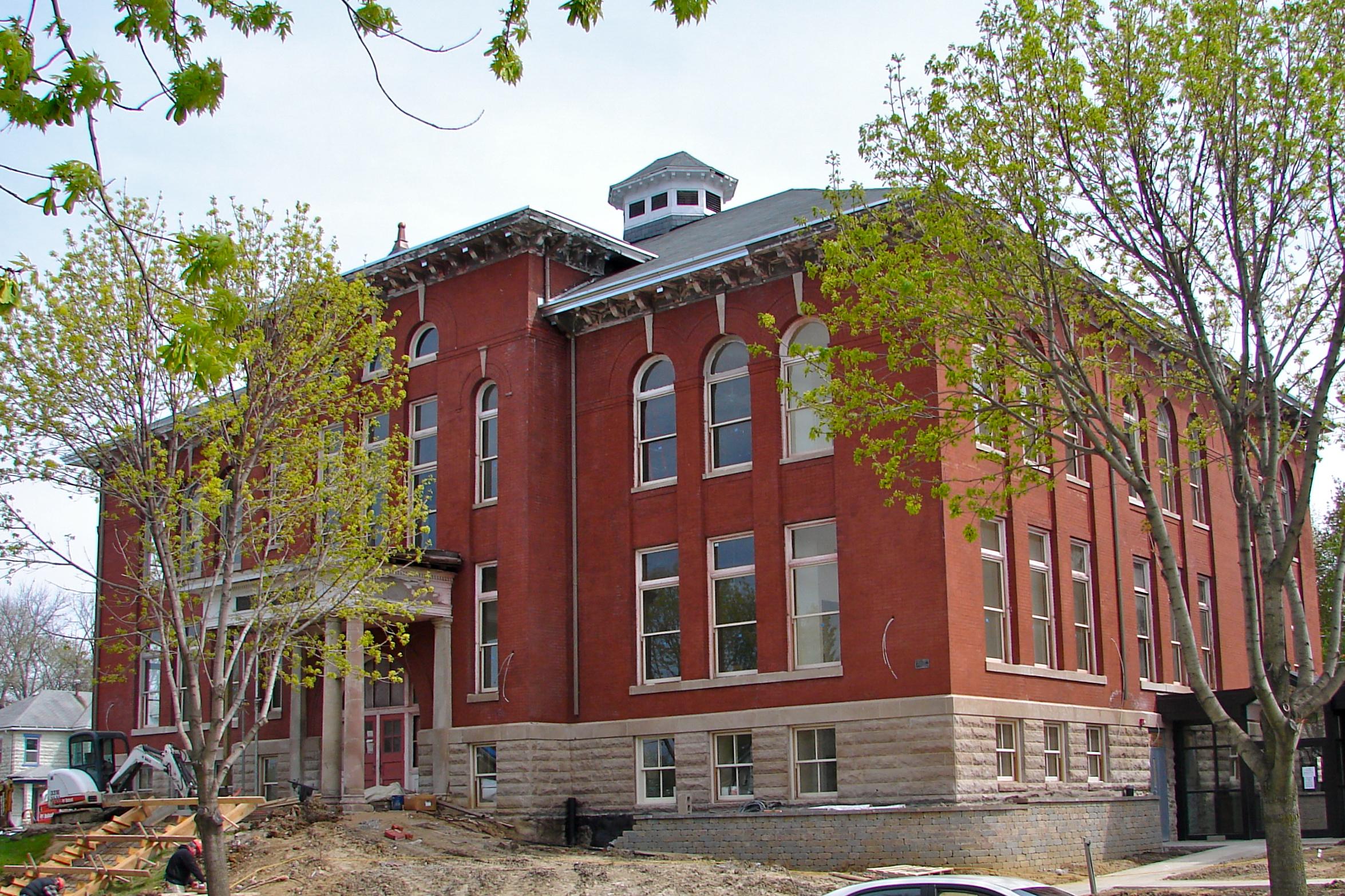
Tayler School
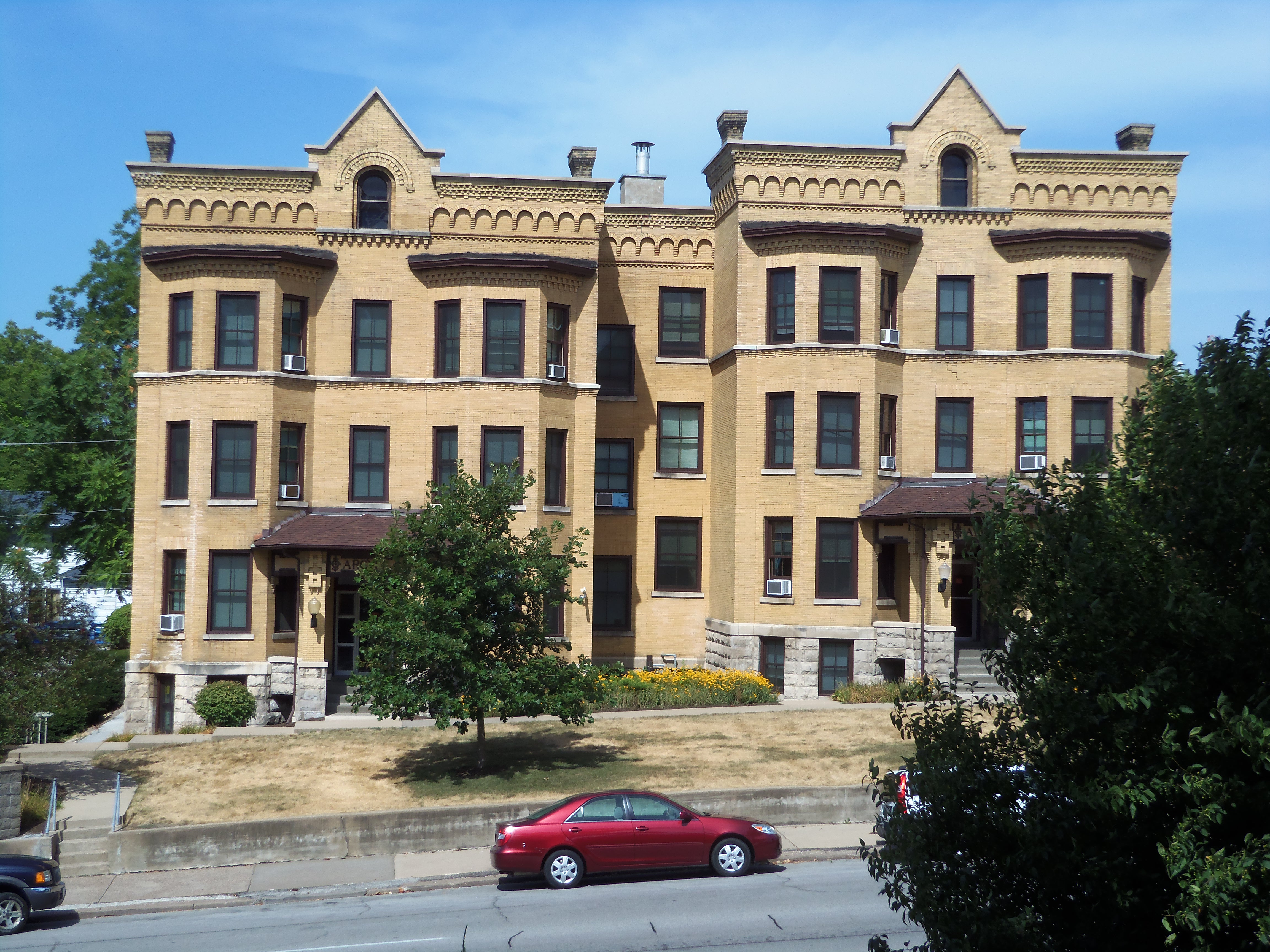
Argyle Flats
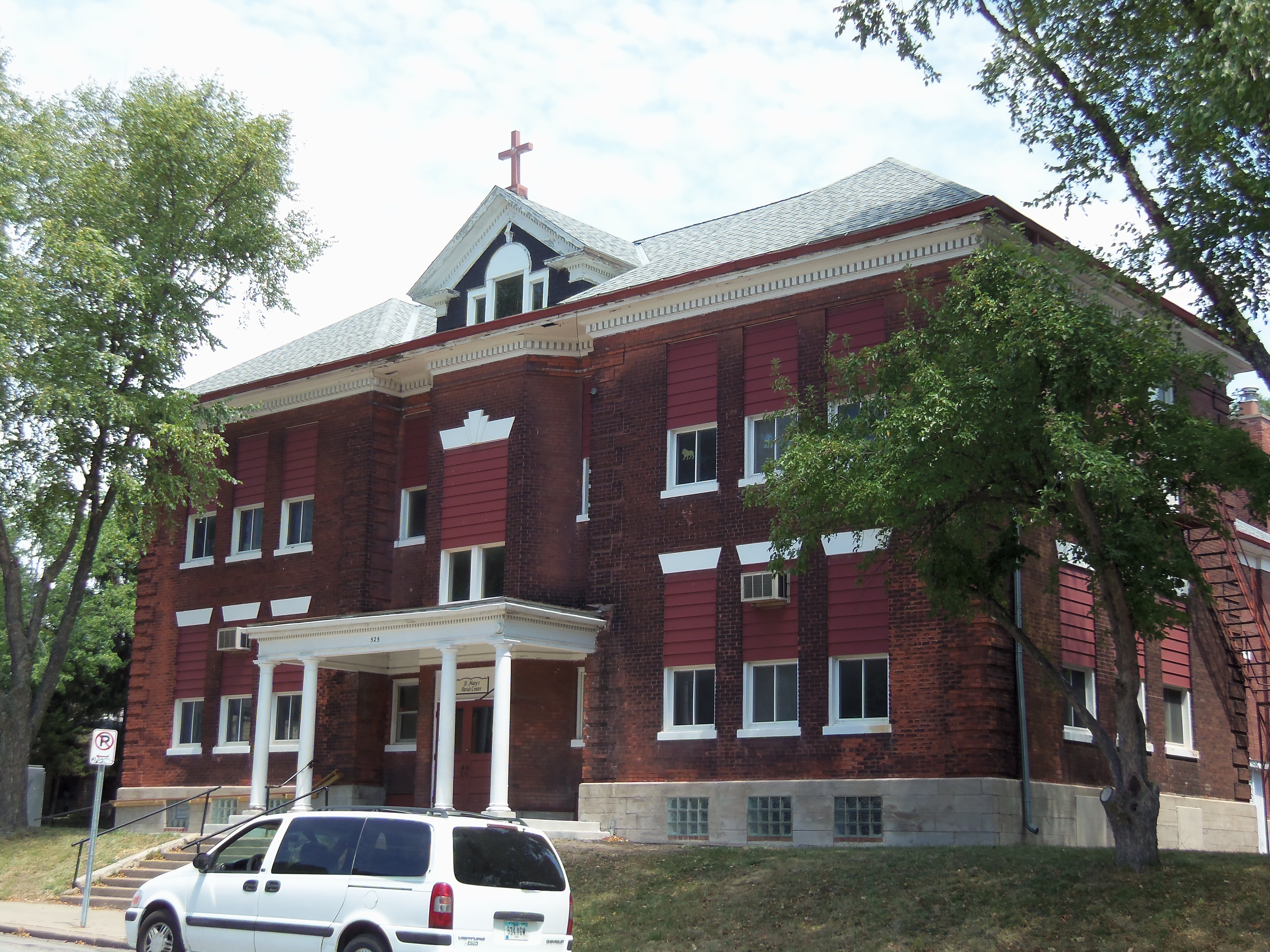
St. Mary’s School der St. Mary’s Roman Catholic Church
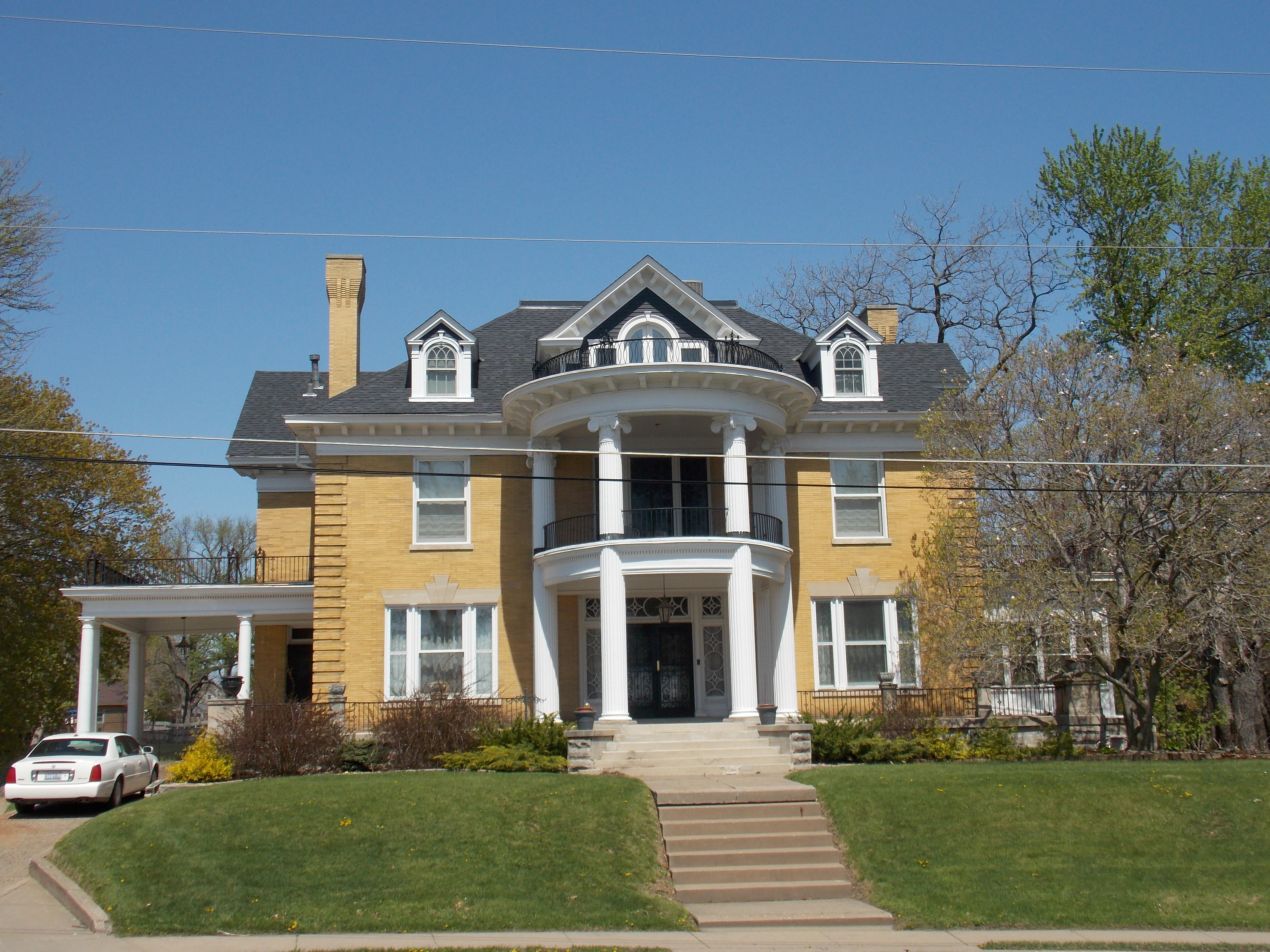
Selma Schricker House
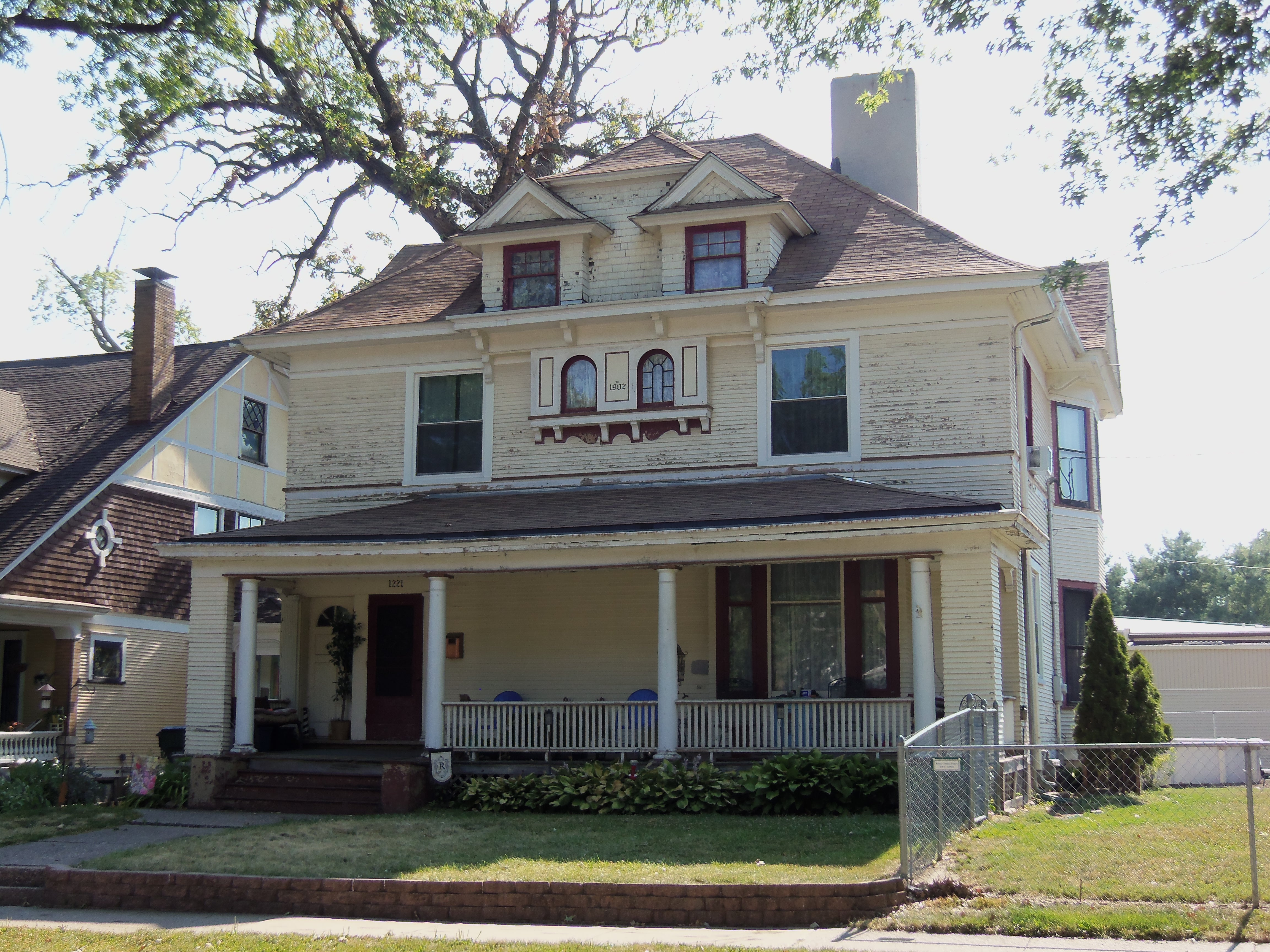
Dr. George McLelland Middleton House and Garage
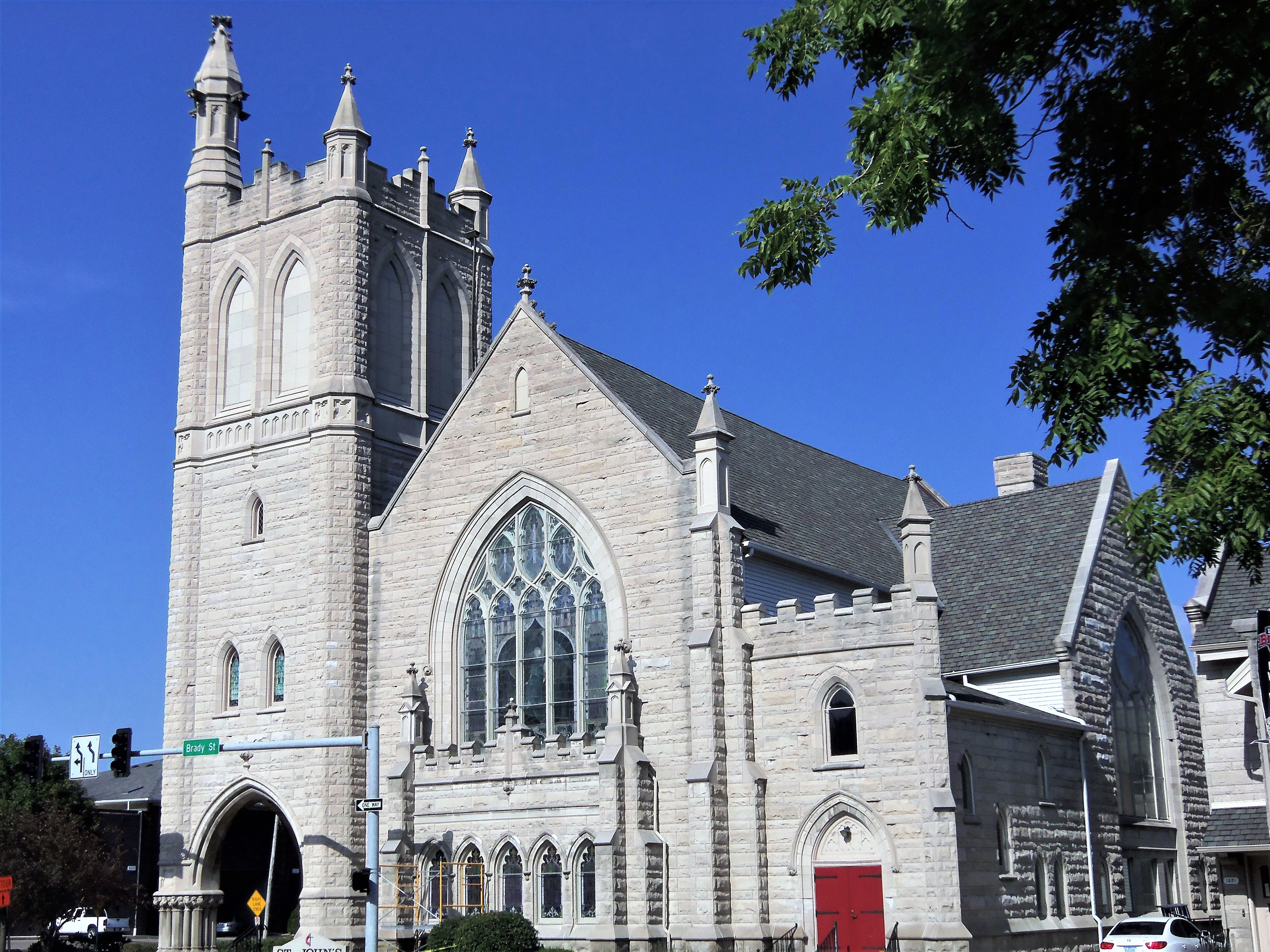
St. John’s United Methodist Church
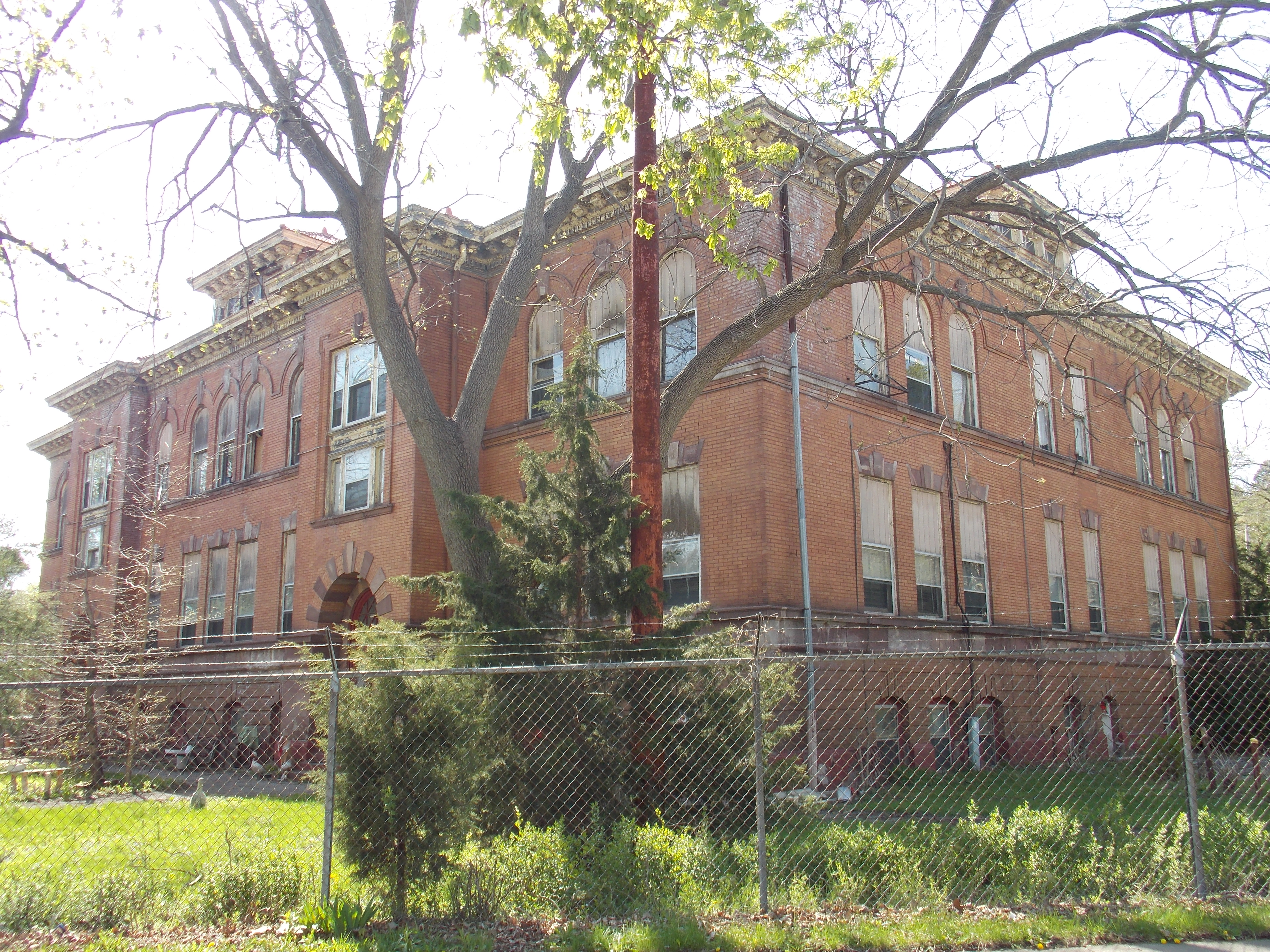
Buchanan School
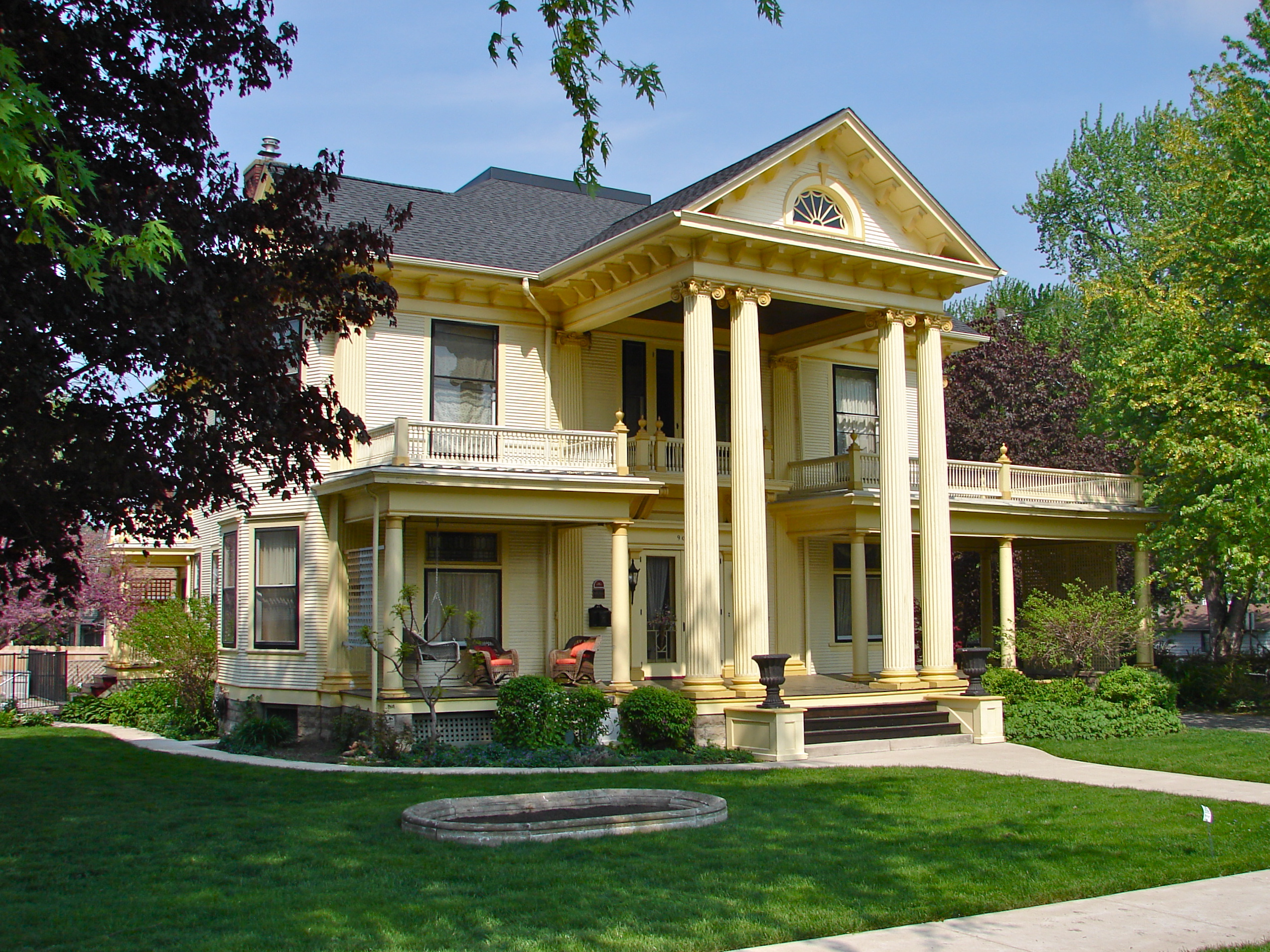
Robert-Wagner-House in Rock Island (IL)
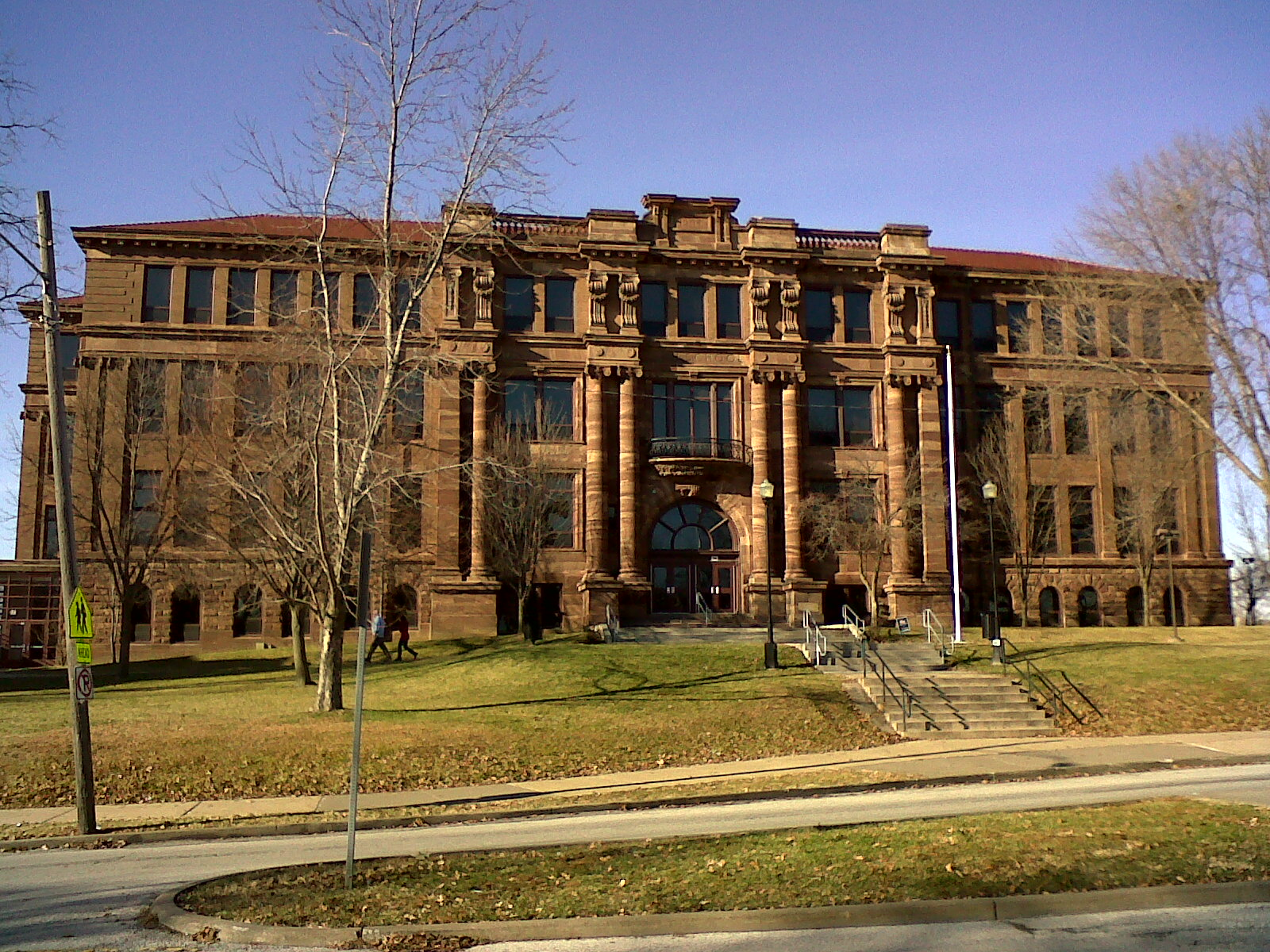
Davenport Central High School

### 1904–1914 (Clausen & Clausen)
- Central Office Building, 230 W. 3rd St., Davenport (1904 und 1906), NRHP-Denkmalschutz
- Schick’s Express and Transfer Co., 118-120 W. River Dr., Davenport, (1905), NRHP-Denkmalschutz
- Hillside, 1 Prospect Dr., Davenport (1906), NRHP-Denkmalschutz
- Bethel AME Church, 325 W. 11th St. Davenport (1909) NRHP-Denkmalschutz
- Louis P. and Clara K. Best Residence and Auto House, 627 Ripley St., Davenport (1910) NRHP-Denkmalschutz
- Smith Wildman and Jennie (Hearne) Brookhart House, 1203 East Washington, Washington (Illinois) (1910), NRHP-Denkmalschutz
- J.H.C. Petersen’s Sons’ Wholesale Building, 122-124 W. River Dr., Davenport (1910), NRHP-Denkmalschutz
- John Schricker House, 5418 Chapel Hill Rd., Davenport (1910), NRHP-Denkmalschutz
- First First Church of Christ, Scientist, 636 Kirkwood Blvd., Davenport (1912), NRHP-Denkmalschutz und Hamburg Historic District-Denkmalschutz
- Saengerfest Halle (auch: Saengerfesthalle, Coliseum und The Col Ballroom), 1012 W. 4th St., Davenport (1914), NRHP-Denkmalschutz

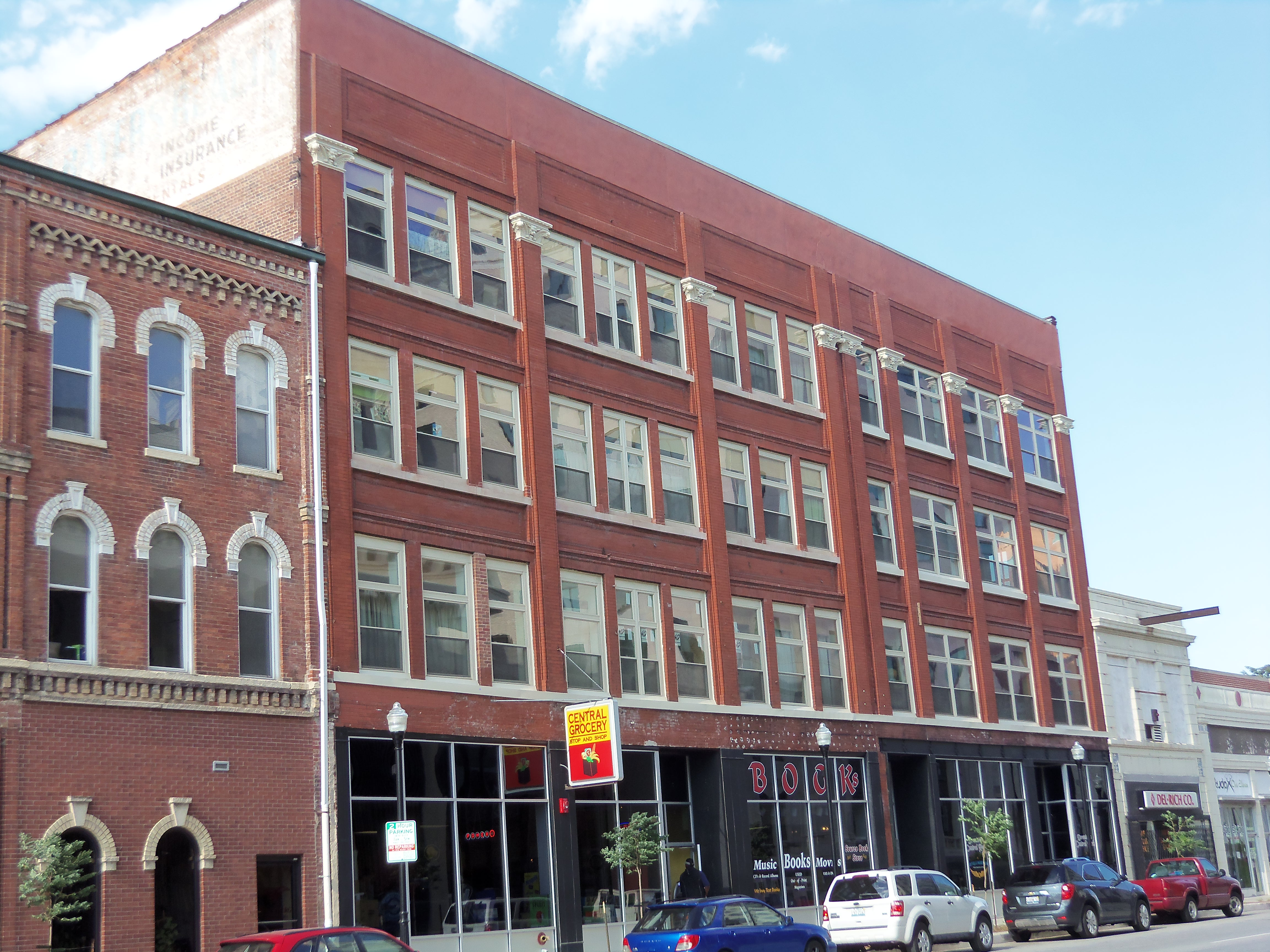
Central Office Building
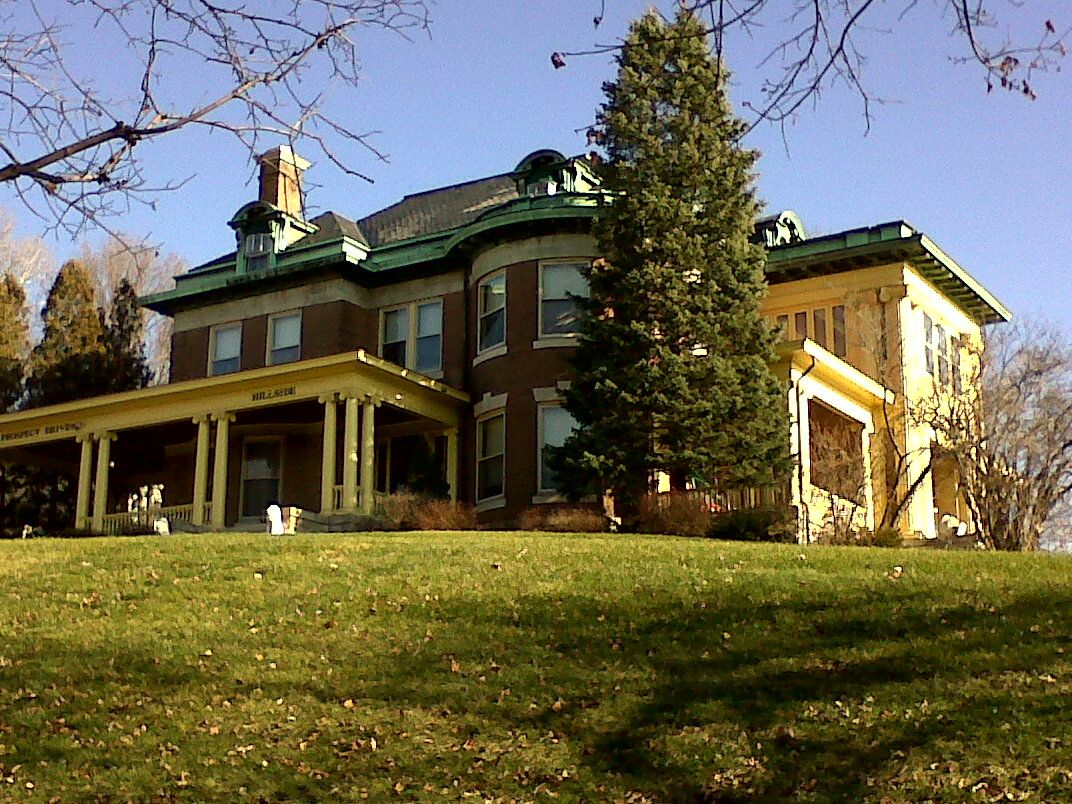
Hillside
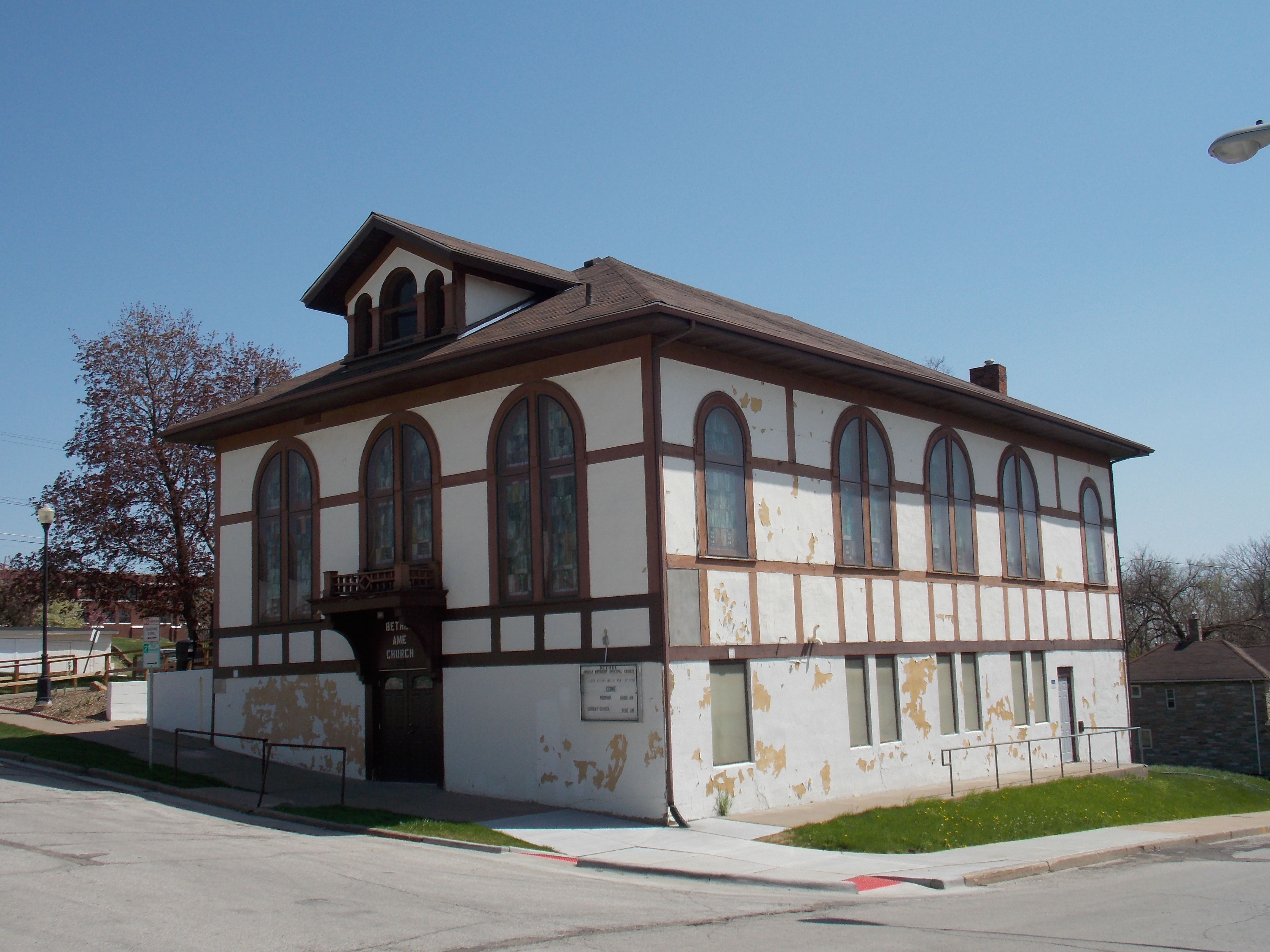
Bethel AME Church
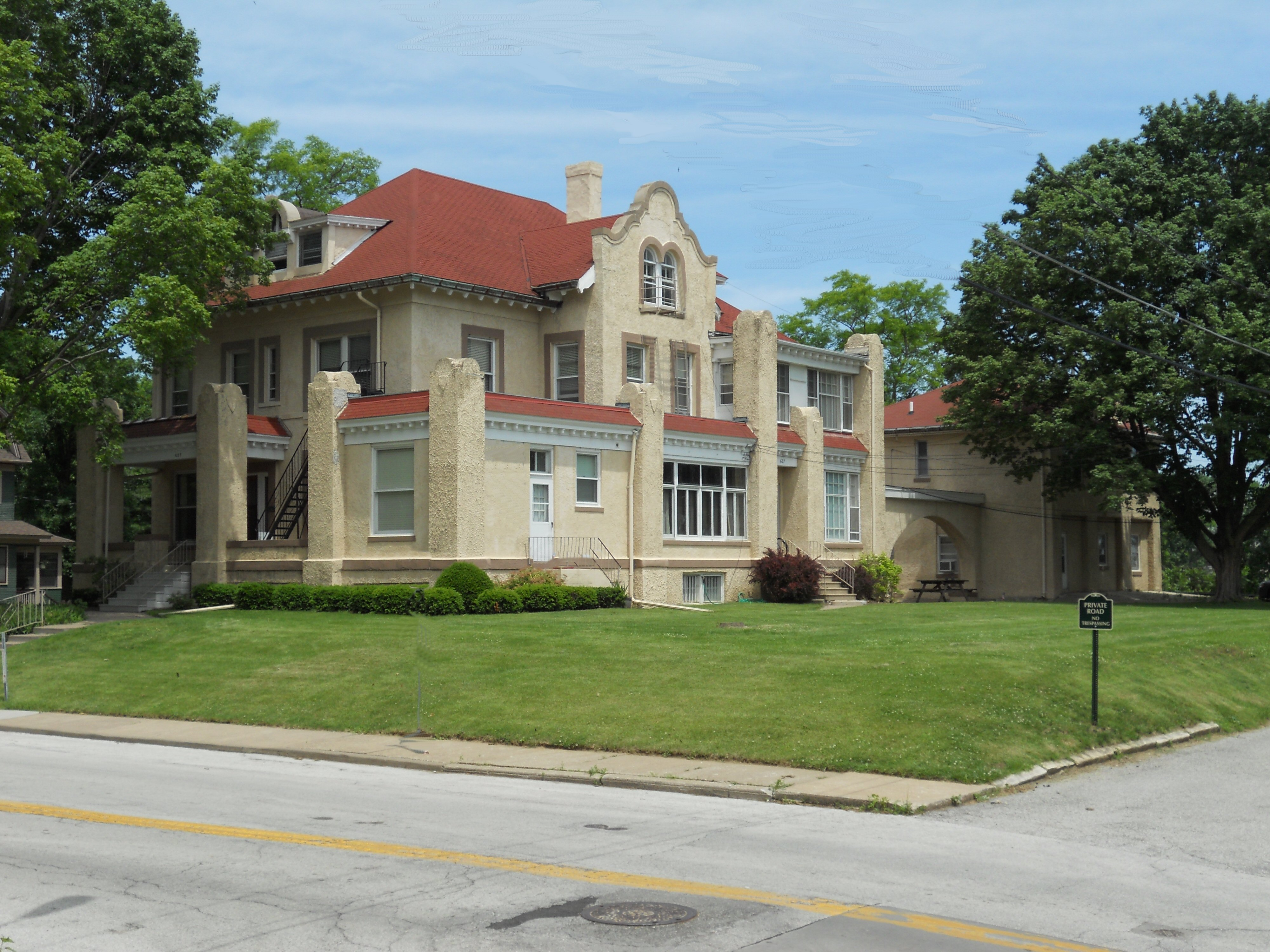
Louis P. and Clara K. Best Residence and Auto House
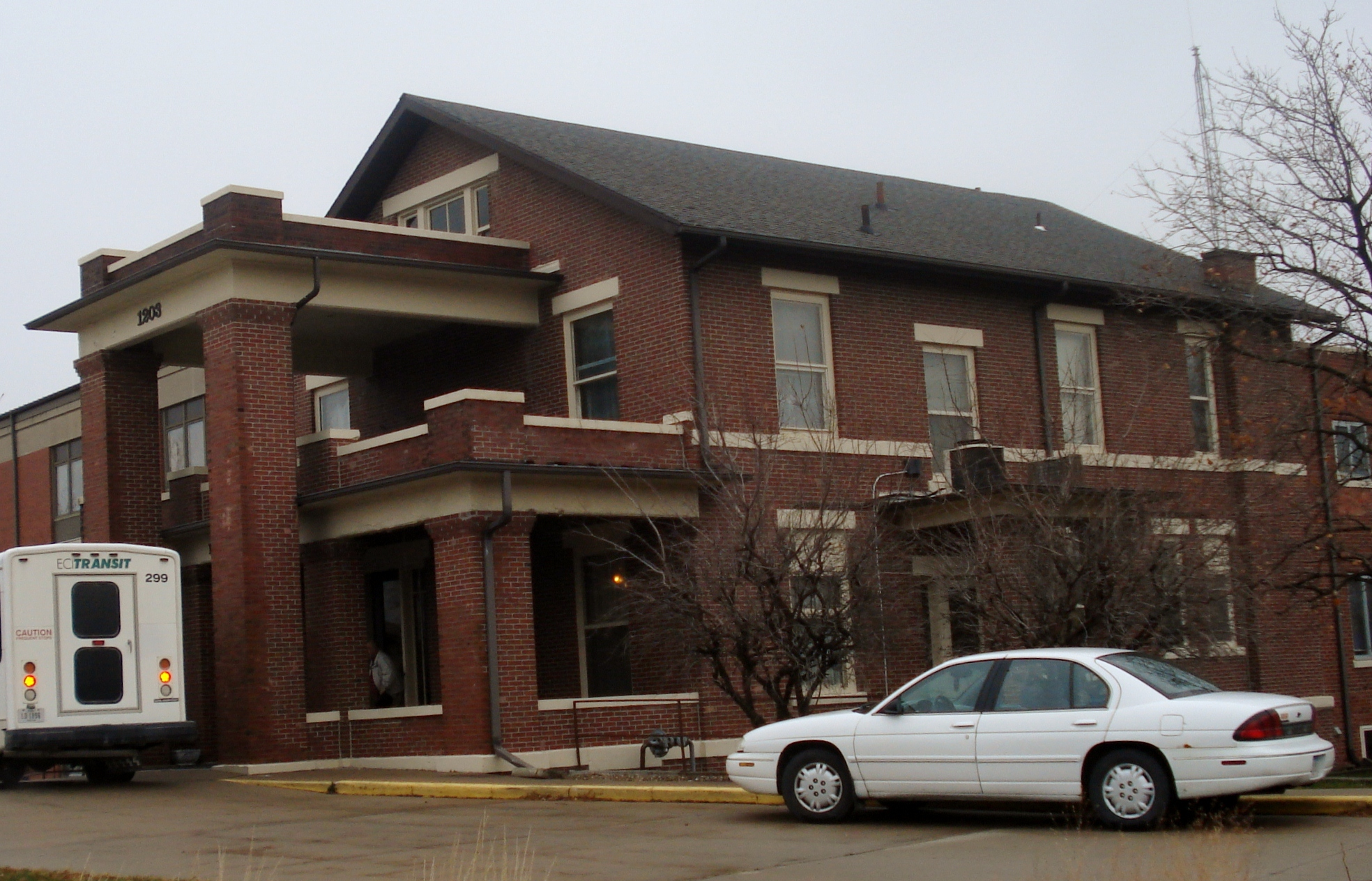
Smith Wildman and Jennie (Hearne) Brookhart House
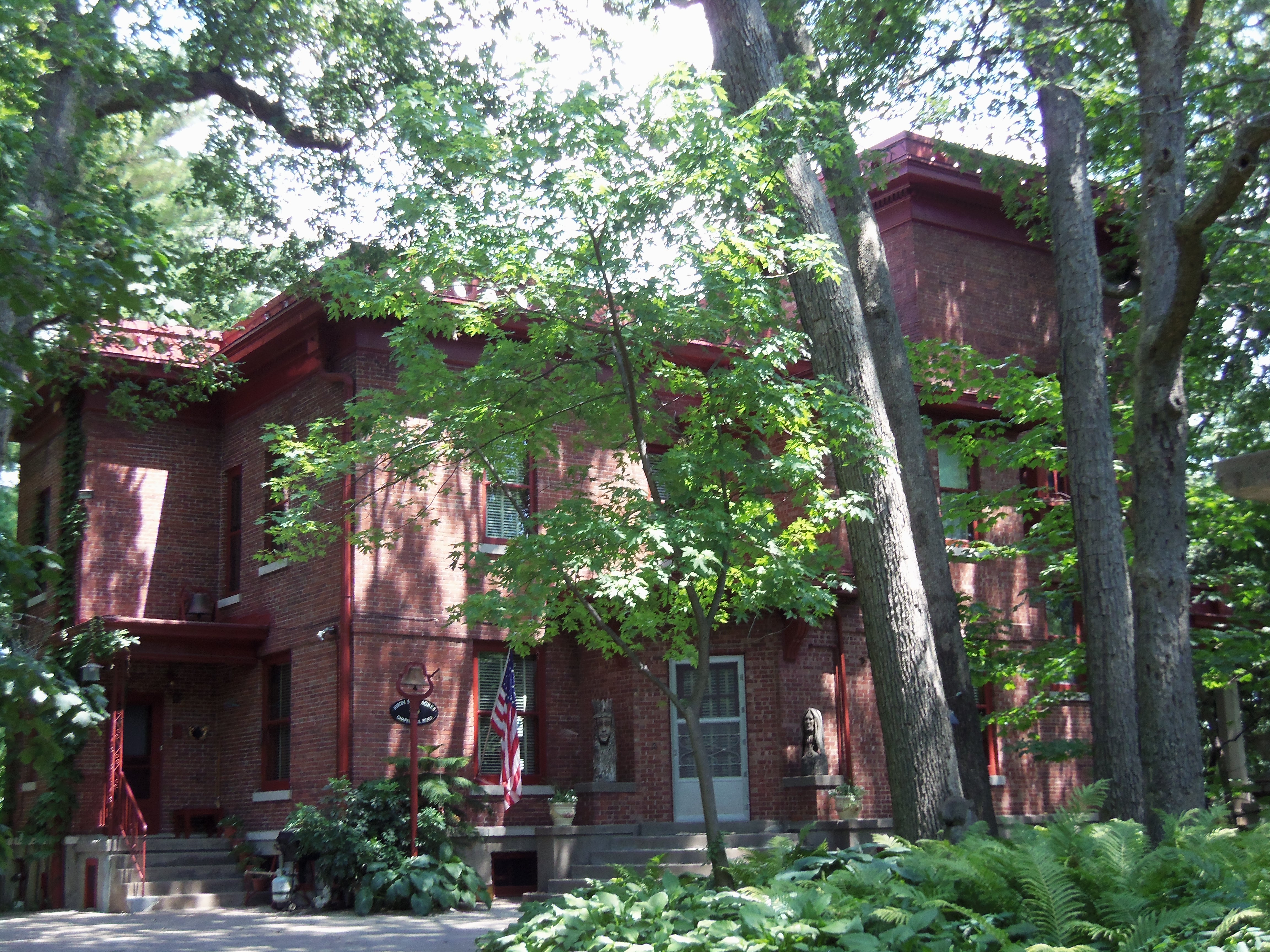
John Schricker House
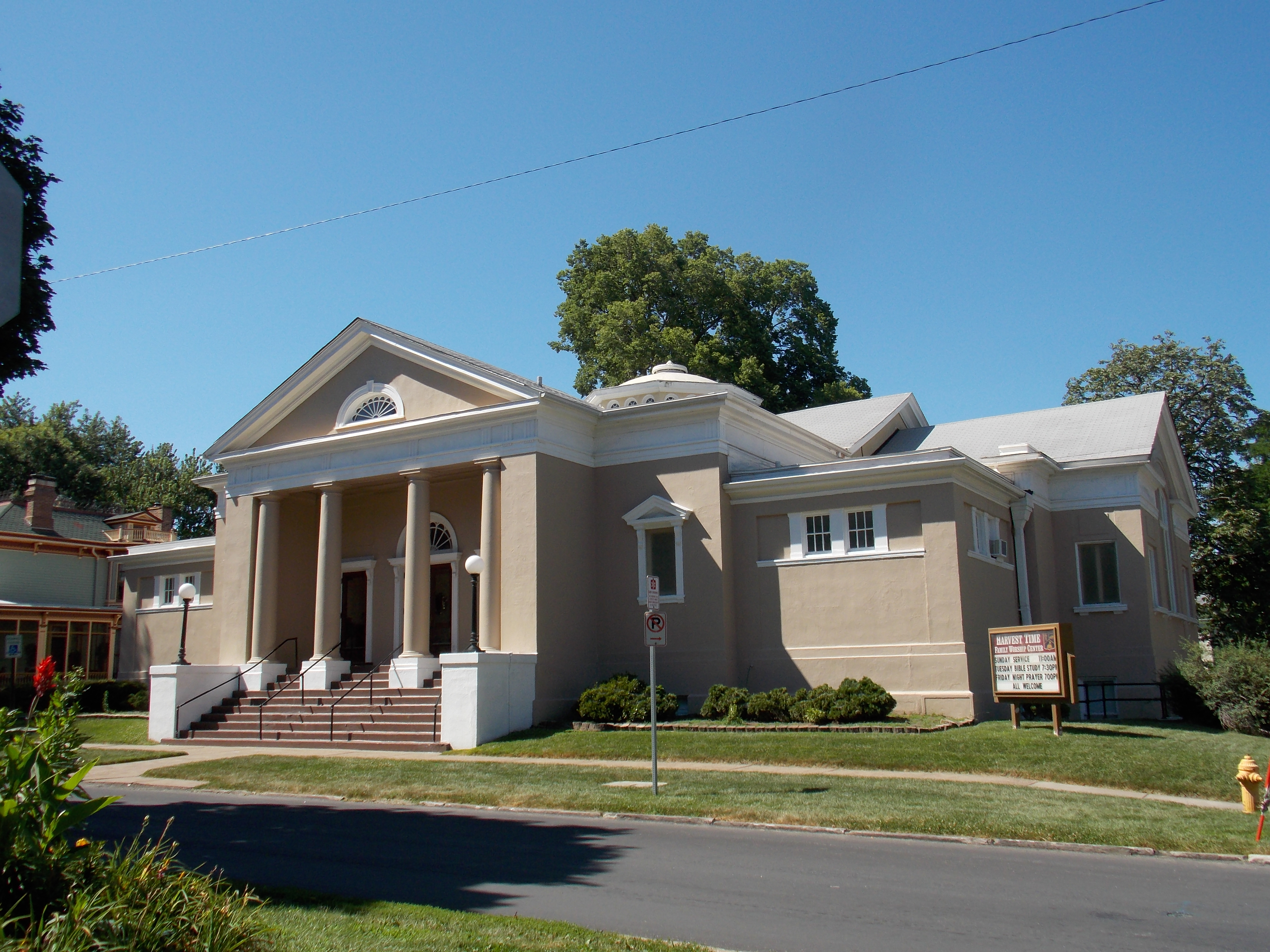
First Church of Christ, Scientist
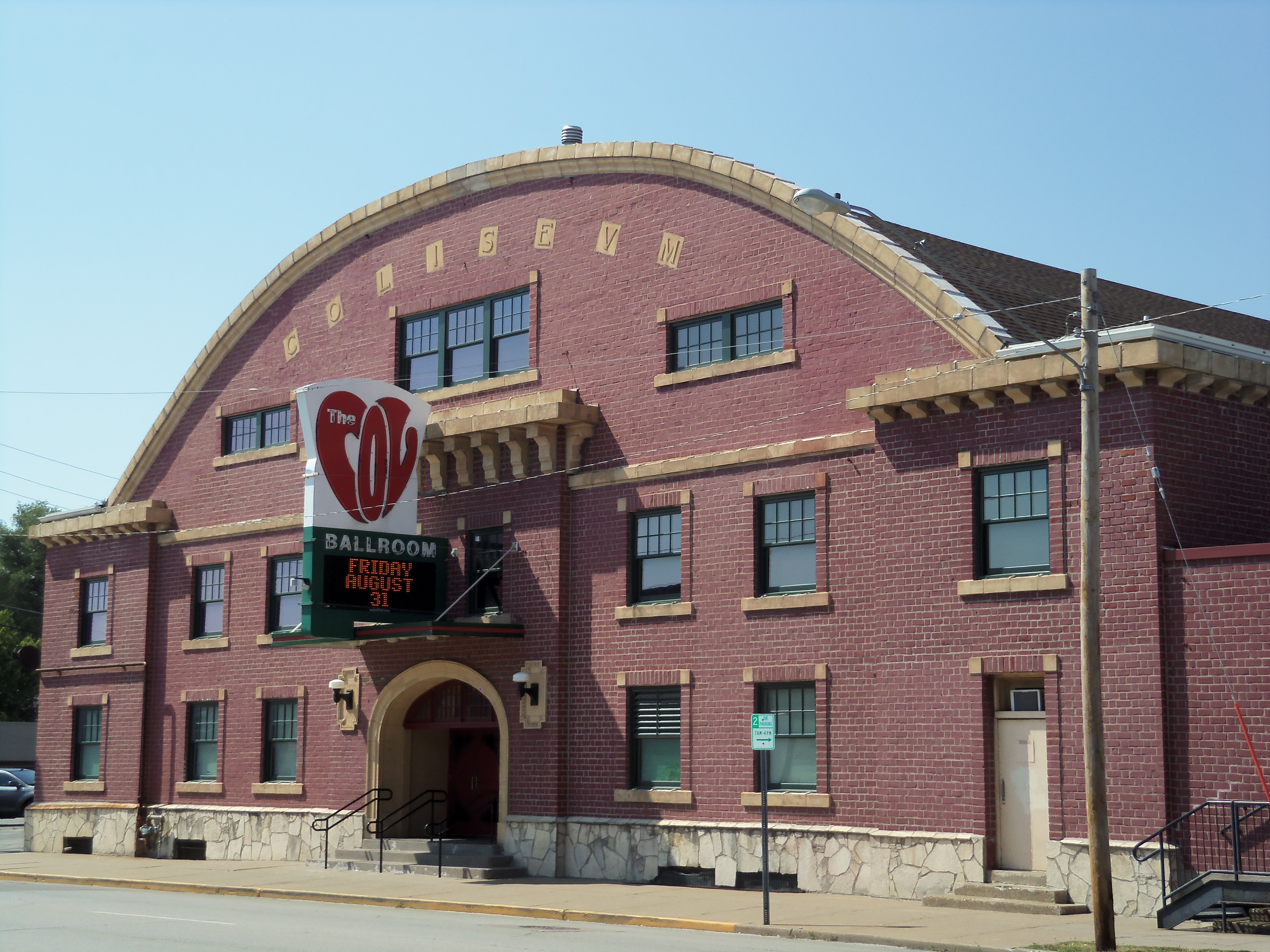
Saengerfesthalle

### F. G. Clausen nach 1914
- Lend-A-Hand Club, 105 Main St., Davenport (1922), NRHP-Denkmalschutz